# Ferrari F300
O  F300 é o modelo da Ferrari da temporada de 1998 da Fórmula 1. Condutores: Michael Schumacher e Eddie Irvine.

## Resultados[1]
(legenda) (em negrito indica pole position e itálico volta mais rápida)

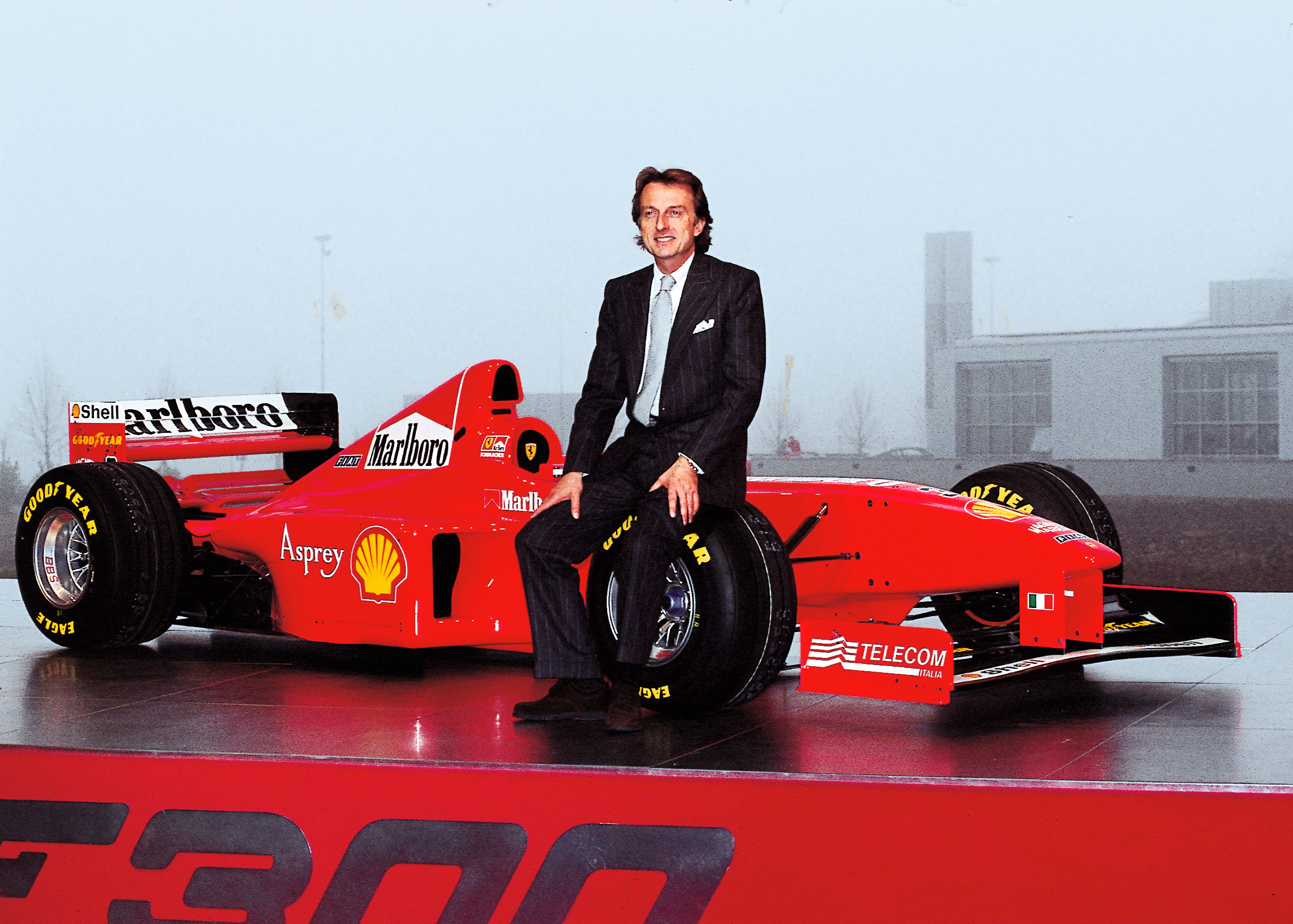

| Ano  | Chassi | Motor           | Pneus | N° | Pilotos            | 1   | 2   | 3   | 4   | 5   | 6   | 7   | 8   | 9   | 10  | 11  | 12  | 13  | 14  | 15  | 16  | Pontos | Posição |  |
| ---- | ------ | --------------- | ----- | -- | ------------------ | --- | --- | --- | --- | --- | --- | --- | --- | --- | --- | --- | --- | --- | --- | --- | --- | ------ | ------- |  |
|      |        |                 |       |    |                    |     |     |     |     |     |     |     |     |     |     |     |     |     |     |     |     |        |         |  |
|      |        |                 |       |    |                    | AUS | BRA | ARG | SMR | ESP | MON | CAN | FRA | GBR | AUT | GER | HUN | BEL | ITA | LUX | JPN |        |         |  |
| 1998 | F300   | Ferrari 047 V10 | G     | 3  | Michael Schumacher | Ret | 3   | 1   | 2   | 3   | 10  | 1   | 1   | 1   | 3   | 5   | 1   | Ret | 1   | 2   | Ret | 133    | 2°      |  |
| 1998 | F300   | Ferrari 047 V10 | G     | 4  | Eddie Irvine       | 4   | 8   | 3   | 3   | Ret | 3   | 3   | 2   | 3   | 4   | 8   | Ret | Ret | 2   | 4   | 2   | 133    | 2°      |  |